# 投球時鐘

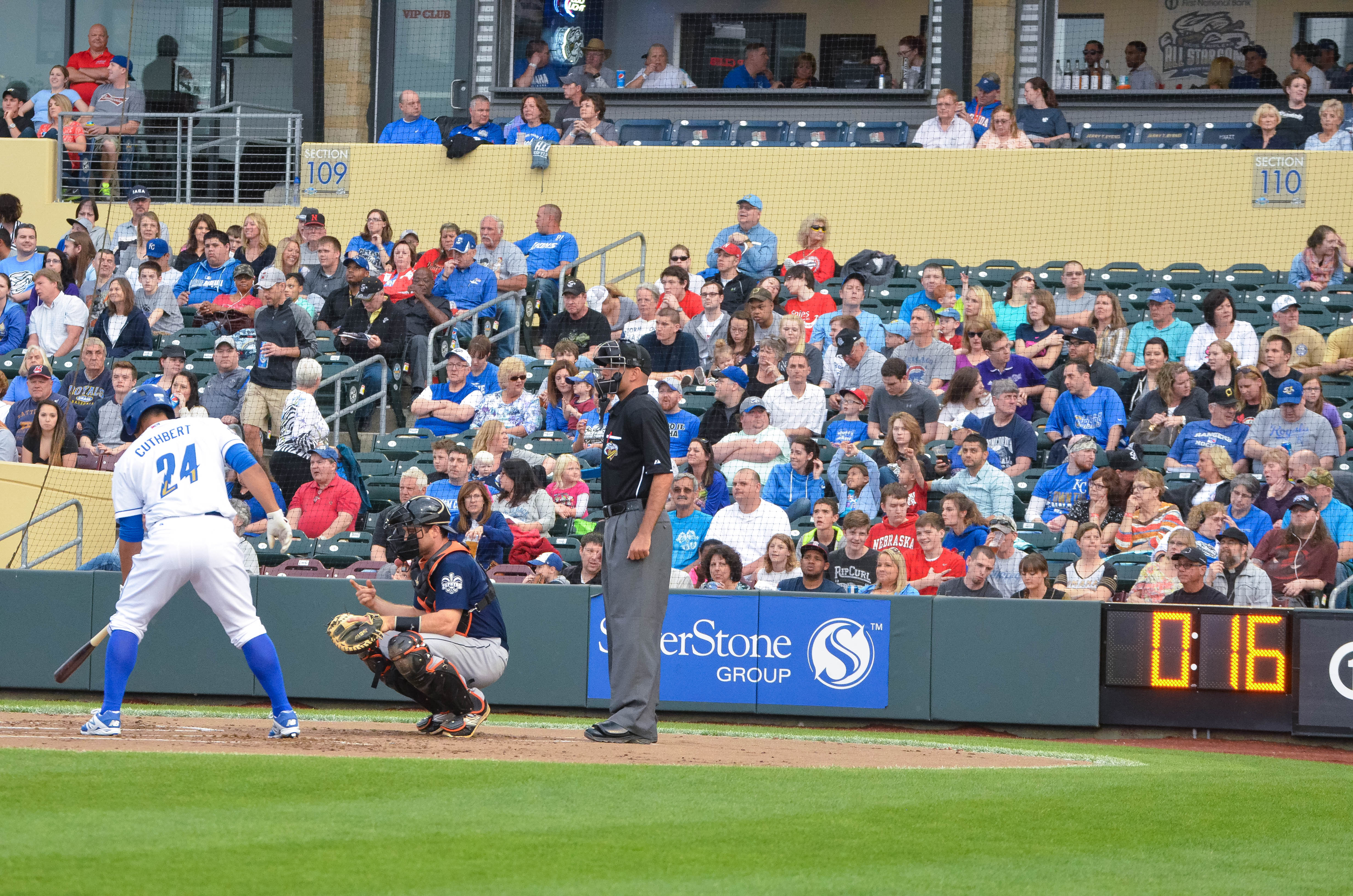
2015年在維爾納公園設置的投球時鐘

投球時鐘（英語：Pitch clock），或稱投球計時器，是用於棒球比賽的一種倒數計時器，以限制投手在將球投給打者之前所使用的時間，這是加快比賽節奏的一種措施，以改善棒球運動被詬病比賽時間過於冗長的問題。美國職業棒球大聯盟在2023年賽季正式開始使用投球時鐘，而世界各地的各種棒球聯賽和錦標賽也已經逐漸開始使用投球時鐘作為加快比賽節奏的一種方式。

## 歷史
在大學棒球方面，东南联盟在2010年嘗試使用投球時鐘。投手有20秒的時間投球，否則將計一個壞球。同樣的，打擊者若在投球時間剩不到5秒時走出擊球區或者拒絕進入擊球區則計一個好球。在2010年賽季結束之後，國家大學體育協會試圖要求強制使用投球時鐘，並在2011年大學棒球賽季時設立它，但僅適用於壘上沒有跑壘員的情況。2014年，投球時鐘在亞利桑那秋季聯盟中首次正式亮相，但當時該制度使得亞利桑那秋季聯盟的平均比賽時間從2003年的2小時46分增加到3小時8分。
美國職業棒球大聯盟和美國職業棒球大聯盟球員工會曾在2018年賽季時討論了使用投球時鐘的可能性，但大聯盟不顧球員工會會員的反對，單方面選擇不強制增加投球時鐘。另外自2019年起，投球時鐘制度就已經在世界棒壘球總會中獲得採用，同年大聯盟的春季訓練比賽中也正式實施了20秒的投球時鐘制度，因而衍生有關大聯盟的集体谈判問題，集体谈判的內容為大聯盟停擺事件並在2023年賽季開始時引入投球時鐘的可能性。在2022年9月8日，大聯盟宣布了一系列於2023年生效的規則變更，包括使用投球時鐘。當壘上沒有跑壘員時投手只有15秒的時間，而當壘上至少有一名跑壘員時投球時間則為20秒。此外，打擊者有7秒的時間擺好姿勢準備擊球，否則將被判一個好球，當投手拿到球並且捕手和打擊者準備好時開始計時。其中6名球隊代表、4名球員代表和1名裁判員代表組成了聯合競賽委員會，負責審查比賽規則並提出任何變更建議，並在2022年9月10日投票通過相關規則。在大聯盟成功採用之後，世界各地的棒球聯盟和錦標賽也開始採用投球時鐘作為加快比賽節奏的一種方式。例如日本的日本棒球联盟在成功使用投球時鐘制度之後，大聯盟春季訓練才決定這麼做。中華職棒自2022年球季開始導入投球時鐘，壘上無跑壘員時，投手需在20秒內投球；美國職業棒球大聯盟競賽委員會批准了一項規則變更從2024年賽季開始，壘包上有人時的投球時鐘從20秒減少至18秒。

## 成效和評價
根據大聯盟截至2023年4月12日的統計，在引進投球時鐘新規定之後，平均每場比賽時間約為2小時38分，比上個賽季平均縮短25分鐘，也是近40年（1984年至2023年）比賽時間最短。
但也曾有一些投手對於投球時鐘做出批判以及表達不滿，比如麥斯·薛澤、马里安诺·李维拉、田中將大等人均認為此規則可能會影響投手的投球節奏並且破壞棒球比賽。奧克蘭運動家投手特雷弗·梅（Trevor May）甚至因此罹患焦慮症而進入傷兵名單。